# 別雷島
別雷島是俄羅斯的島嶼，由亞馬爾-涅涅茨自治區負責管轄，位於亞馬爾半島對開的卡拉海，南面是馬雷金海峽，面積1,810平方公里，最高點海拔高度12米。

## 外部連結
- Photograph of polar station

73°15′N 70°50′E / 73.250°N 70.833°E